# Brief Interviews with Hideous Men
Brief Interviews with Hideous Men è un film del 2009 scritto e diretto dall'attore John Krasinski, al suo esordio alla regia, basato sulla raccolta di brevi racconti Brevi interviste con uomini schifosi di David Foster Wallace.

## Trama
Dopo che il suo fidanzato la lascia inspiegabilmente senza una degna spiegazione, Sara Quinn, una candidata al dottorato in antropologia presso una prestigiosa università della East Coast, è alla ricerca di risposte su cosa sia andato storto. Investe dunque tutte le sue energie in una ricerca antropologica, conducendo una serie di interviste con numerosi uomini, nel tentativo di scoprire i pensieri che guidano il loro comportamento. Spera di poter così alleviare le sue sofferenze, ma allo stesso tempo di ottenere risultati accademici, come lo stesso attuale progetto di ricerca. Questa serie di interviste con svariati soggetti appartenenti all'universo maschile rappresenta per Sara un'esperienza sorprendente ma allo stesso tempo inquietante, in cui scopre molto degli uomini e di sé stessa.

## Distribuzione
Il film è stato selezionato per il Gran premio della giuria: U.S. Dramatic al Sundance Film Festival 2009.